# Experiência controlada
Num experimento científico, experiência controlada é aquela em que dois grupos (duas amostras) são comparadas para testar uma hipótese: o grupo de controle (também chamado grupo teste ou testemunho) e o grupo experimental. O grupo de controle, que não sofre nenhuma intervenção, serve como elemento de comparação com o grupo  experimental, no qual é introduzida alguma alteração, definido que somente no grupo experimental é testada uma variável, enquanto as demais condições são mantidas (pelo menos em tese) rigorosamente iguais às do grupo controle (referência), será possível explicar as diferenças eventualmente constatadas, no final do experimento, entre os dois grupos - convalidando ou não a hipótese testada.
Controlar uma experiência significa controlar todas as variáveis, de tal forma que apenas uma esteja aberta à investigação. Isto significa que, idealmente, ao longo de todo o experimento, todas as condições devem ser mantidas idênticas nos dois grupos - exceto  a variável de teste. Assim qualquer diferença constatada entre os dois grupos, no final do experimento, poderá ser atribuída à introdução da variável testada. Um exemplo de experiência controlada é o ensaio clínico, no qual se administra um placebo ao grupo de controle, enquanto se administra um determinado fármaco ao  grupo de teste. Outro exemplo, seria o teste de eficácia de um dado fertilizante sobre a produtividade da terra, mediante aplicação do produto em metade da área plantada, de modo que a outra metade pudesse funcionar como grupo de controle quando da aferição dos resultados obtidos.